# Regionalstadt
Als Regionalstadt bezeichnet man die Bildung einer föderativen Großkommune aus einer Kernstadt und ihren suburbanen Umlandgemeinden.
Im Gegensatz zur eigentlichen Eingemeindung, die die innere Verfassung der Kernstadt nicht verändert, erhält eine Regionalstadt eine zweistufige Verwaltungsgliederung. Während die regionale Ebene gesamtstädtische Aufgaben wahrnimmt, sind Stadtbezirke oder Teilgemeinden für die lokalen Angelegenheiten zuständig.
Das Konzept der Regionalstadt wurde in den 1960er und 1970er Jahren für mehrere mitteleuropäische Stadtregionen diskutiert, aber meist zugunsten weniger verbindlicher Stadt-Umland-Verbände verworfen.
Der Begriff wurde zunächst eher im siedlungsstrukturell-geographischen als im administrativen Zusammenhang benutzt. Er geht auf Rudolf Hillebrecht und Wilhelm Wortmann zurück. Hillebrecht veröffentlichte 1962 eine Schemaskizze zur Entwicklung einer neuen städtebaulichen Form der Stadtregion mit etwa 2 Millionen Einwohnern. Diese neue Form der Stadtregion besteht aus mehreren größeren, untereinander eng verflochtenen Siedlungskernen und dazwischenliegenden Freiräumen. Die Siedlungskerne sind dabei durch Schnellbahnen mit der City zu verbinden. An den Schnellbahnachsen reihen sich neue Wohnbauschwerpunkte auf. Große Nebenzentren in rund 20 km Entfernung zur City bilden die Achsenendpunkte.

## Realisierte Regionalstädte
- Berlin (Groß-Berlin, 1920)
- Hamburg (Groß-Hamburg-Gesetz, 1937)
- London (Greater London, 1965)
- Wien (Groß-Wien-Gesetz, 1938)

## Bislang nicht umgesetzte Regionalstadtprojekte
- Frankfurt am Main (Regionalstadt Frankfurt, 1971, Stadtkreis Frankfurt (1971 und 2003))
- Hannover (stattdessen gibt es seit 2001 die Region Hannover als Regionalkreis)
- Amsterdam (Stadtprovinz Amsterdam, 1996)
- Rotterdam (Stadtprovinz Rijnmond)
- Ruhrstadt (auch: Metropole Ruhr)